# Dingyan (köpinghuvudort i Kina, Jiangsu Sheng, lat 31,75, long 120,01)
Dingyan (kinesiska: 丁堰, 丁堰镇) är en köpinghuvudort i Kina. Den ligger i provinsen Jiangsu, i den östra delen av landet, omkring 120 kilometer öster om provinshuvudstaden Nanjing. Antalet invånare är 47 055. Befolkningen består av 25 414 kvinnor och 21 641 män. Barn under 15 år utgör 10,0 %, vuxna 15-64 år 70 %, och äldre över 65 år 19,0 %.
Runt Dingyan är det tätbefolkat, med 913 invånare per kvadratkilometer. Närmaste större samhälle är Changzhou, 6,2 km nordväst om Dingyan. Trakten runt Dingyan består till största delen av jordbruksmark.
Genomsnittlig årsnederbörd är 1 390 millimeter. Den regnigaste månaden är juli, med i genomsnitt 250 mm nederbörd, och den torraste är januari, med 38 mm nederbörd.